# Campionati italiani assoluti di scherma del 1983
I Campionati italiani assoluti di scherma del 1983 sono stati organizzati dalla Federazione Italiana Scherma e si sono svolti a Torino in Piemonte.
Nel fioretto, si sono aggiudicati i titoli dei campionati italiani Mauro Numa, alla sua terza affermazione, e Margherita Zalaffi.
Il titolo della spada è andato a Sandro Resegotti, mentre nella sciabola ha vinto Marco Marin, entrambi al loro primo titolo.
Nei campionati italiani a squadre maschili il Centro Sportivo Carabinieri ha vinto il suo sesto titolo nel fioretto, mentre la Società del Giardino Milano ha vinto il suo sedicesimo titolo nella spada; nella sciabola c'è stato il secondo successo consecutivo del Gruppo Sportivo Fiamme Oro.
Il campionato italiano di fioretto a squadre femminili è andato per la settima volta consecutiva al Club Scherma Roma.

## Podi

### Uomini
| Specialità  | Oro                            | Argento | Bronzo |
| Individuali |                                |         |        |
| Fioretto    | Mauro Numa                     | -       | -      |
| Spada       | Sandro Resegotti               | -       | -      |
| Sciabola    | Marco Marin                    | -       | -      |
| A squadre   |                                |         |        |
| Fioretto    | Carabinieri Mauro Numa -       | -       | -      |
| Spada       | Società del Giardino Milano -  | -       | -      |
| Sciabola    | Fiamme Oro Massimo Cavaliere - | -       | -      |

### Donne
| Specialità  | Oro                 | Argento | Bronzo |
| Individuali |                     |         |        |
| Fioretto    | Margherita Zalaffi  | -       | -      |
| A squadre   |                     |         |        |
| Fioretto    | Club Scherma Roma - | -       | -      |